# DoomRL
DoomRL (o Doom, the Roguelike) è un videogioco di tipo rogue, dichiaratamente ispirato agli sparatutto in prima persona Doom e Doom II: Hell on Earth. È stato realizzato da Kornel Kisielewicz, che ha utilizzato Free Pascal e le librerie SDL e FMOD. DoomRL è gratuito e disponibile per Microsoft Windows e Linux.

## Modalità di gioco
A differenza della maggior parte dei titoli di tipo rogue, DoomRL possiede un inventario più limitato, e diverse caratteristiche sono state semplificate per meglio adattarsi ad uno stile di gioco più rapido e orientato all'azione.